# Йохан II фон Виненбург-Байлщайн
Йохан II фон Виненбург-Байлщайн (на немски: Johann II von Winnenburg-Beilstein; † сл. 1470) е господар на господството Винебург и Байлщайн във Вестервалд.
Той е единственият син на Йохан I фон Виненбург-Байлщайн († сл.1444) и съпругата му Ермезинда фон Елтер († сл. 1414), дъщеря на Хуарт фон Елтер, сенешал на Люксембург († 1416/1417) и Ермезинда фон Холенфелс († 1426). Сестра му Ирмел/Ирмезинд фон Виненбург-Байлщайн е омъжена за Филип I фон Хиршхорн, вицум на Ашафенбург († 18 август 1435).

## Фамилия
Йохан II фон Виненбург-Байлщайн се жени за Катарина фон Шьонек († пр. 1453), дъщеря на Йохан II фон Шьонек († сл. 1454) и първата му съпруга Катарина фон Франкенщайн († сл. 1407). Те имат един син: 
- Йохан III фон Виненбург-Байлщайн († 1463/1468), господар на Винебург и Байлщайн, женен 1444 г. за Ирмгард фогт фон Хунолщайн († сл. 1478/1480)[2]